# Kanton Riaillé
Kanton Riaillé (fr. Canton de Riaillé) je francouzský kanton v departementu Loire-Atlantique v regionu Pays de la Loire. Tvoří ho pět obcí.

## Obce kantonu
- Joué-sur-Erdre
- Pannecé
- Riaillé
- Teillé
- Trans-sur-Erdre